# Goodbye Broadway
Goodbye Broadway é um filme estadunidense de 1938, do gênero comédia, dirigido por Ray McCarey, com roteiro de Roy Chanslor e A. Dorian Otvos baseado na peça teatral Shannons of Broadway, de James Gleason.